# Castel Casatsch
Castel Casatsch (talvolta italianizzato in Casaccia; in tedesco Burg Casatsch, Burg Kasatsch o Pfeffersburg) è un castello medievale in rovina che si trova nel comune di Tesimo in Alto Adige.
Nel 1194 il vescovo Corrado di Trento concesse a cinque abitanti di Tesimo il permesso di costruire un castello in loco qui dicitur Casaç, a patto che fosse sempre disponibile per lui e i suoi alleati.
Nel XIV secolo era il feudo di Paul von Zwingenstein e in seguito di suo genero Franz von Greifenstein. Nel 1390 passò ai Botsch di Bolzano, che lo mantennero fino alla loro estinzione nel XVII secolo. In seguito divenne di proprietà degli Stachelburg, degli Schneeburg e dei Giovannelli. Dal 1600 in poi il castello non è stato più abitato ed è caduto in rovina.
Tra il 1999 e il 2002 i ruderi del castello sono stati ristrutturati, su iniziativa della famiglia Jordan, e resi accessibili al pubblico.
Del maniero rimangono resti della cinta muraria di forma ovale e parti del mastio.
È visitabile in ogni periodo dell'anno.